# Antti Nikkilä
Antti Tapio Nikkilä (* 25. August 1978 in Tampere) ist ein ehemaliger finnischer Basketballspieler.

## Laufbahn
Nikkilä spielte ab 1995 für Pyrbasket in der finnischen Korisliiga, ehe er mit 21 Jahren in die Vereinigten Staaten ging. Er spielte für die Mannschaft der Valparaiso University (Valparaiso Crusaders) im gleichnamigen Ort im US-Bundesstaat Indiana in der ersten NCAA-Division. Die Crusaders gehörten während ihrer Zugehörigkeit zur Mid-Continent Conference bis 2007 zu den führenden Mannschaften dieser NCAA-Conference und konnten sich während Nikkiläs aktiver Zeit auch zweimal für die landesweite Endrunde der NCAA qualifizieren, wo sie jeweils in der ersten Runde ausschieden. Nikkilä wurde bei den Crusaders durchschnittlich nicht mehr als 10 Minuten pro Spiel eingesetzt.
Trotz seiner eher mäßigen Statistiken in der NCAA bekam Nikkilä nach dem Studienende 2003 einen Vertrag in der ersten griechischen Liga A1 Ethniki bei Aris Thessaloniki. Hier konnte er sich nicht durchsetzen und wechselte zur folgenden Saison zum Ligakonkurrenten Ionikos Neas Filadelfias, einem Athener Vorortverein. Dieser befand sich in der Saison 2004/05 jedoch in Schwierigkeiten und stieg auch am Ende der Saison ab.
Nikkilä wechselte bereits im Januar 2005 in die erste französische Liga LNB Pro A zu BCM Gravelines in Dünkirchen an der Nordseeküste. Mit dem Verein konnte er 2005 den französischen Pokal Coupe de France gewinnen und im Ligapokal Semaine de As das Finale erreichen. In der folgenden Spielzeit wechselte er in die italienische zweite Liga LegADue nach Caserta. Nach einem dritten Platz in der Hauptrunde wurde in den Play-offs ein Aufstiegsplatz verpasst. Nach einer Saison beim tschechischen Serienmeister ČEZ aus Nymburk, wo er das Double aus Meisterschaft und Pokal 2007 gewann, war er in der Saison 2007/08 zurück in der LegADue im sardinischen Sassari. Nach einem dritten Hauptrundenplatz konnte auch bei diesem Verein kein Aufstiegsplatz in den Play-offs mehr erreicht werden, während seinem ehemaligen Verein aus Caserta diesmal der Aufstieg gelang.
2008/09 stand er bei seinem Stammverein Tampereen Pyrintö unter Vertrag und überzeugte mit Mittelwerten von 17,4 Punkten und 8,8 Rebounds je Einsatz. Er wurde als Spieler des Jahres der Korisliiga ausgezeichnet. Er war dann in der Saison 2009/10 in der zweiten spanischen Liga LEB Oro in Girona unter Vertrag. Mit einem neunten Platz nach der Hauptrunde wurde der letzte verbleibende Play-off-Platz erreicht, in denen für die Mannschaft aber auch kein Aufstiegsplatz in die erste Liga mehr erreichbar war. 2010 unterschrieb er zunächst einen Vertrag beim Mitteldeutschen BC in der ersten deutschen Liga, der Basketball-Bundesliga. Nach einer Operation am Ellenbogen schritt die Genesung aber nicht schnell genug voran, so dass der Verein den Vertrag noch vor Saisonbeginn auflöste. Nikkilä kehrte daraufhin wieder zu seinem Stammverein in Tampere zurück. Dort spielte er bis 2014. In den Spieljahren 2010/11 und 2013/14 errang er mit Tampere den finnischen Meistertitel. 2014/15 und 2015/16 spielte er noch für den BC Nokia.
Nachdem die finnische Nationalmannschaft unter Nationaltrainer Henrik Dettmann 2009 in die Division A der besten europäischen Nationalmannschaften zurückgekehrt war, gelang bei der zusätzlichen Qualifikationsrunde für die EM-Endrunde 2011 in Litauen die Qualifikation für das Endrundenturnier, das erstmals mit einem erweiterten Teilnehmerfeld von 24 Nationalmannschaften ausgetragen wurde. Beim Turnier selbst konnte man nach Siegen über Montenegro und einem deutlichen Erfolg über Bosnien-Herzegowina in der Vorrunde die Zwischenrunde der besten zwölf Mannschaften erreichen. Auch 2013 gehörte er zu Finnlands EM-Aufgebot. Nikkilä bestritt insgesamt 142 A-Länderspiele für sein Land.